# Elecciones estatales de Guanajuato de 1994
Las elecciones estatales de Guanajuato de 1994 se lleva a cabo el domingo 21 de agosto de 1994, simultáneamente con las elecciones presidenciales y en ellas fueron los siguientes cargos de elección popular en el estado mexicano de Guanajuato:
- 46 Ayuntamientos. Formados por un Presidente Municipal y regidores,  electo para un período de tres años no reelegibles para un periodo inmediato.
- Diputados al congreso. Electoaspor mayoría de cada uno de los Distritos Electorales.

## Resultados Electorales

### Municipios

#### Municipio de Guanajuato
- Arnulfo Vázquez Nieto  Hecho

#### Municipio de León
- Luis M. Quiros Echegaray  Hecho

#### Municipio de Irapuato
- José Abén Amar González  Hecho

#### Municipio de Celaya
- Leopoldo Almanza Mosqueda  Hecho